# 富谷市
富谷市（日语：／ Tomiya shi */?）是位於日本宮城縣中部的城市，在江戶時代作為奧州街道的宿場町而繁榮。由於富谷市鄰近縣廳仙台市，因此人口大量移入當地，使富谷市在1980年代進行團地開發，當地人口也多集中在國道4號旁的各住宅團地。而富谷市在對外通勤與就學上多依賴南邊的仙台市。

## 地理
富谷市境內約43.7%的面積被森林覆蓋，13.8%的土地為農業用地。北部為平原地帶，南方坐落著鍋山、大龜山等山岳，其餘地區皆為海拔100公尺以下的丘陵地帶。發源於南部丘陵地帶的西川與穀田川、明石川、沼田川等河匯流，並在東北邊注入吉田川。而流經北部一之關、二之關、三之關等地的竹林川則與宮床川匯流，並同樣在東北邊注入吉田川。

### 氣候
根據統計，1981年至2020年富谷市的年均溫約為11.1℃，年均降雨量則為1294.8毫米。當地的降雨量集中在6至9月，12月至隔年3月的氣溫有時會低於0℃以下。

## 歷史
由於富谷市内的熊谷地區在古時候有10座神社，因此當地一開始被稱為「十宮」，但後來則被改成象徵吉祥的「富谷」。富谷地區在江戶時代作為奧州街道的宿場町而繁榮。由於富谷宿是當時新落成街道沿線的新宿場，因此當地又被稱為「富谷新町」，並且以茶和酒的產地而聞名。
明治22年（1889年），日本在當地實施町村制，並將境內的舊富谷村與其餘12個村落合併成富谷村。昭和38年（1863年），富谷村改制成富谷町。平成28年（2016年）10月10日，富谷町改制成現今的富谷市。
2011年3月11日的東日本大震災在富谷市引發震度6弱的地震，並造成6位市民死亡、16棟建築全毀、537棟建築嚴重毀損或是半毀。

## 行政
現任市長若生裕俊於2023年1月在選舉中第2次成功連任，其任期將持續至2027年2月。

## 經濟
根據日本2017年的國勢調查統計，富谷市的就業人口中有1.1%從事第一級產業，23.1%的就業人口從事第二級產業，其餘的75.8%則從事第三級產業。由於仙台市的都市圈近年來逐漸擴大，因此人口持續流入當地，使富谷市内從事第三級產業的就業人口數急速增加。

## 教育
富谷市內共有8所小學校與5所中學校。根據2022年5月的統計，市內的小學校共有3526名學生，中學校則共有2035名學生。

## 交通
東北自動車道與仙台北部道路在富谷町成十字狀交會。其中富谷系統交流道是上述兩條道路的連接處，仙台北部道路則在東部地區設置富谷交流道。鐵路方面，距離富古市最近的車站是仙台市地下鐵南北線的泉中央站。